# Le Grand-Père et le Petit-Fils
Le Grand-Père et le Petit-Fils, ou Le Vieux Grand-Père et le Petit-Fils (en allemand : Der alte Großvater und der Enkel) est une parabole morale (ATU 980) des frères Grimm incluse dans le recueil Kinder- und Hausmärchen (Contes de l'enfance et du foyer) en position 78 (KHM 78).
Le récit est inspiré de l'autobiographie Heinrich Stillings Jünglingsjahre (1778) de Johann Heinrich Jung-Stilling, mais existait antérieurement.
La version de Jung-Stilling est rédigée d'après Kinderspiegel de Johann Michael Moscherosch paru dans Insomnis cura parentum (1643).